# Cheiracanthium mangiferae
Cheiracanthium mangiferae es una especie de araña araneomorfa del género Cheiracanthium, familia Cheiracanthiidae. Fue descrita científicamente por Workman en 1896.
Habita en Singapur e Indonesia (Sumatra).